# 郭鎜
郭鎜（1499年—1558年），字允新，號泉南，山西澤州高平縣人，民籍，明朝政治人物。

## 生平
山西鄉試第六十四名舉人。嘉靖十四年（1535年）中式乙未科會試第二百四十二名，登第三甲第四十四名進士。考选庶吉士，十六年正月授翰林院检讨，其间丁父忧，二十九年四月升修撰，三十一年七月与尹台主考壬子科应天府乡试，三十二年十月升司经局洗马仍兼修撰，三十四年二月升国子监祭酒，三十六年六月升南京工部右侍郎，三十七年六月卒于任，享年六十，賜祭葬。

## 家族
曾祖郭質，曾任光州知州；祖父郭定，曾任通、邳、鄭三州知州；生七子：坤、城。父郭城，曾任安州通判。母李氏。严侍下。兄郭鑾，嘉靖十年舉人、贡士；從兄郭鋆，行人；釜；從弟郭鉴，同科進士；鑋；鎣；鋈；鈭。兄郭鋆，郭坤子，工部侍郎。